# Parantica albata
Parantica albata är en fjärilsart som beskrevs av Zinken-sommer 1831. Parantica albata ingår i släktet Parantica och familjen praktfjärilar. IUCN kategoriserar arten globalt som nära hotad. Inga underarter finns listade i Catalogue of Life.